# Krailling
Krailling est une commune de Bavière (Allemagne), située dans l'arrondissement de Starnberg, dans le district de Haute-Bavière.
Depuis 1989, Krailing abrite un monument de bronze du sculpteur Hubertus von Pilgrim, qui rappelle la « marche de la mort », surveillée par les SS, de milliers de prisonniers du camp de concentration de Dachau en avril 1945. Vingt sculptures identiques doivent à l'avenir être présentes sur tout l'itinéraire.

Une copie du monument se trouve, depuis 1992, à Yad Vashem, comme cadeau de la commune de Gauting à ce mémorial de la Shoah à Jérusalem.